# Prusten

Le prusten est une vocalisation émise par cinq félins de la famille des Pantherinae : le jaguar, le tigre, la panthère des neiges, la panthère nébuleuse et probablement Neofelis diardi. Il s’agit d’un « ouff » nasal qui émane du larynx et qui ressemble à un renâclement émis lors de rencontres amicales.

## Étymologie
Ce mot est d’origine allemande.